# Райгарх
Райгарх (англ. Raigarh, хинди रायगढ) — город в Индии, в штате Чхаттисгарх. Является административным центром одноимённого округа. Население — 149 991 чел. (по переписи 2011 года).

## Климат
В местности, где расположен Райгарх, можно чётко выделить два сезона: сухой и влажный (на последний приходятся бо́льшая часть осадков в году).
| Показатель                                                    | Янв. | Фев. | Март | Апр. | Май  | Июнь | Июль | Авг. | Сен. | Окт. | Нояб. | Дек. | Год  |
| ------------------------------------------------------------- | ---- | ---- | ---- | ---- | ---- | ---- | ---- | ---- | ---- | ---- | ----- | ---- | ---- |
| Средняя температура, °C                                       | 21,0 | 23,9 | 27,9 | 32,8 | 35,8 | 33,1 | 28,2 | 27,9 | 23,2 | 27,1 | 23,1  | 20,9 | 27,1 |
| Норма осадков, мм                                             | 14   | 16   | 26   | 13   | 17   | 197  | 486  | 495  | 317  | 48   | 1     | 5    | 1534 |
| Источник: http://www.levoyageur.net/weather-city-RAIGARH.html |      |      |      |      |      |      |      |      |      |      |       |      |      |

## Население
Численность населения Райгарха, согласно данным переписи 2011 года, составляла 149 991 человек. Из них: мужчин — 76 898 человек и женщин — 73 093 человек. Такое преобладание мужской доли населения над женской по численности свойственно в целом для Индии. Число грамотных составляло 114 882 человека.

## Фотогалерея

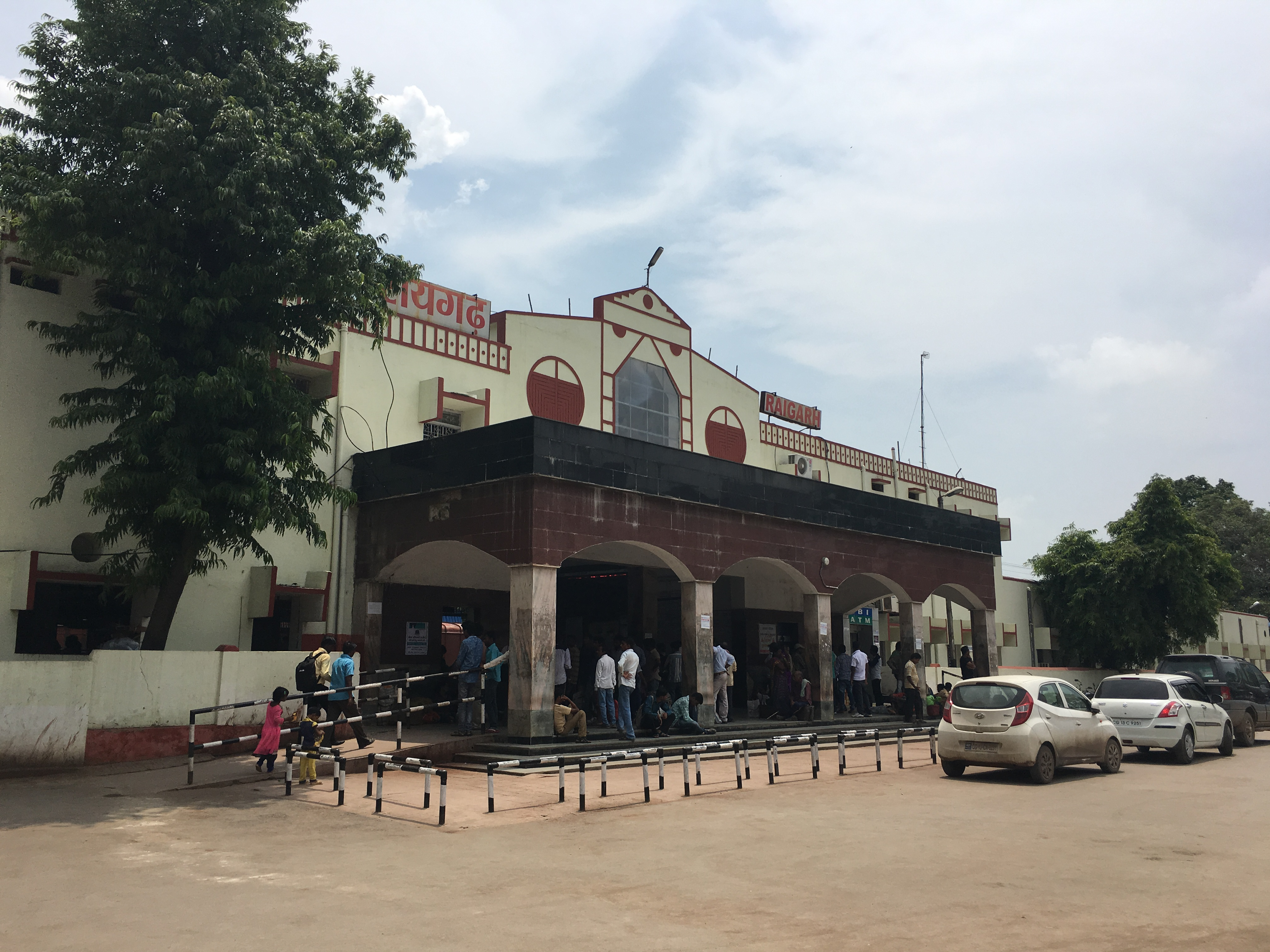
Железнодорожный вокзал
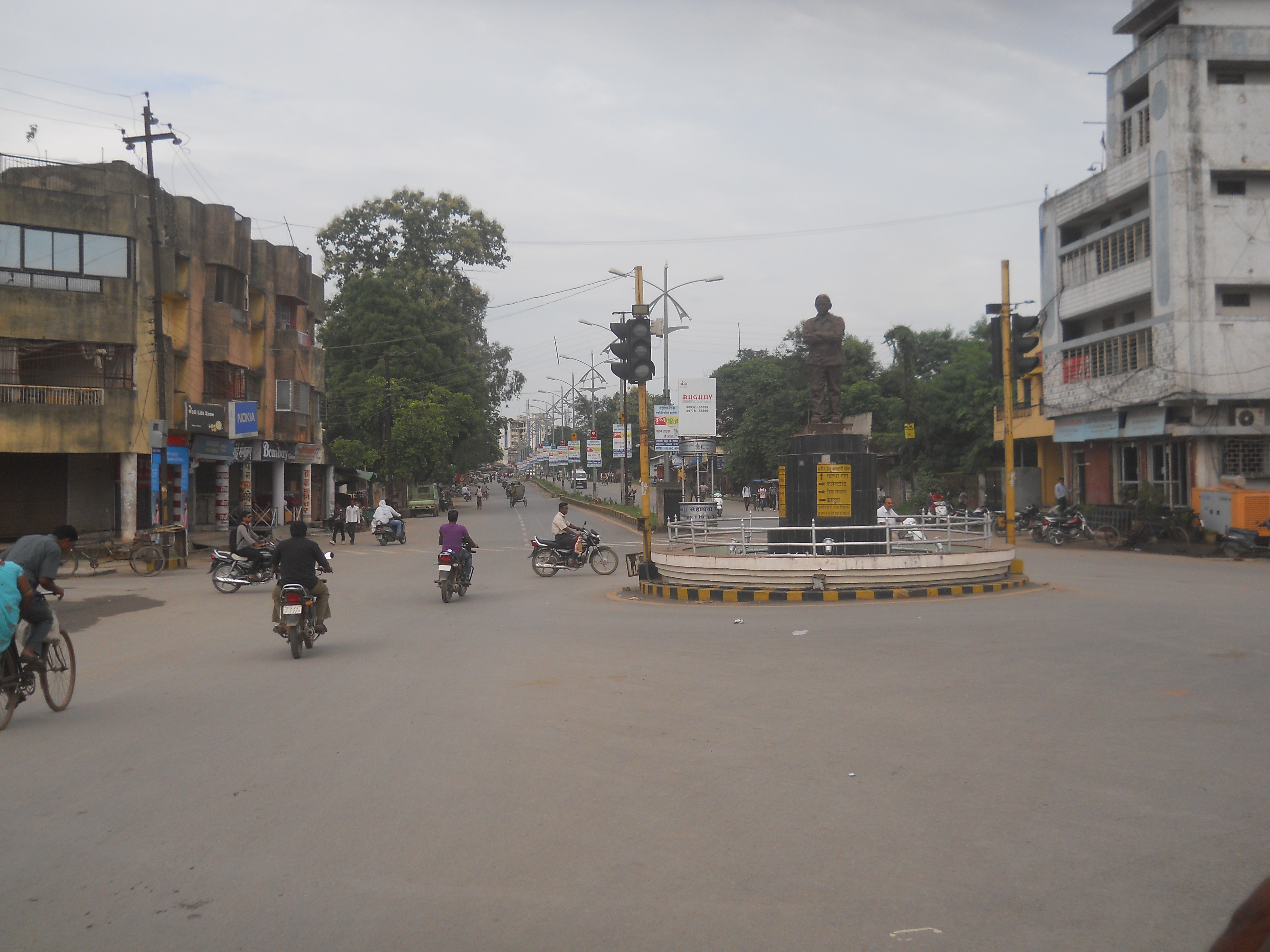
Городская площадь